# Reserva Stara Reka
Stara Reka (en búlgaro: Стара река, que significa «río Antiguo») es una de las nueve reservas naturales del parque nacional de los Balcanes Centrales en el centro de Bulgaria. Stara Reka se estableció el 19 de marzo de 1981 para proteger los ecosistemas únicos de las montañas de los Balcanes. Abarca un área de 1974.7 hectáreas, o 19.747 km².

## Geografía
La reserva está situada a pocos kilómetros al norte de la ciudad de Karlovo, en la parte norte de la provincia de Plovdiv. Cubre las laderas del sur de los Balcanes que se extienden desde Levski Peak (2166 m) y Golyam Kupen Peak (2169 m) en la cresta principal de la cordillera al sur a lo largo del valle del río Stara Reka y sus afluentes.
La altitud de la reserva varía entre 1000 y 2169 m. Las laderas del sur de los Balcanes tienen un clima más suave con una capa de nieve que dura un promedio de 120 días al año. Los tipos de suelo son diversos, desde suelos de praderas montañosas en las zonas más altas hasta bosques pardos y suelos marrones en altitudes más bajas.

## Flora
Los hábitats forestales en la Reserva Stara Reka generalmente incluyen de cuatro a cinco especies de árboles. Las partes más bajas de la reserva están cubiertas por roble sésil (Quercus petraea), haya europea (Fagus sylvatica), fresno de flor del sur de Europa (Fraxinus ornus), carpe europeo (Ostrya carpinifolia) y carpe oriental (Carpinus orientalis). Los bosques mixtos de hayas y abetos junto con el arce de campo (Acer campestre), el arce de Heldreich (Acer heldreichii) y el abedul plateado (Betula pendula) crecen a mayor altura. Los bosques de abeto rojo (Picea abies) crecen en las altitudes más altas.
La reserva es rica en especies raras. 45 especies están incluidas en el Libro Rojo de Bulgaria, de ellas 20 son endémicas del país, como Centaurea kerneriana, Campanula trojanensis, Stachys alpina, etc.

## Fauna
La reserva Stara Reka contiene la población más occidental de rebecos a lo largo de la ladera sur de los Balcanes. También es un santuario importante para el oso pardo, el lobo gris, el gato montés, la garduña europea y la nutria euroasiática.
La avifauna está representada por muchas especies de aves rapaces como el águila imperial oriental, el águila real, el águila calzada, el busardo moro, el halcón europeo, el azor norteño, el gavilán euroasiático, el halcón sacre, el halcón peregrino y el búho real. Otras aves de importancia para la conservación son el urogallo, el pájaro carpintero, el pájaro carpintero negro, etc.

## Galería

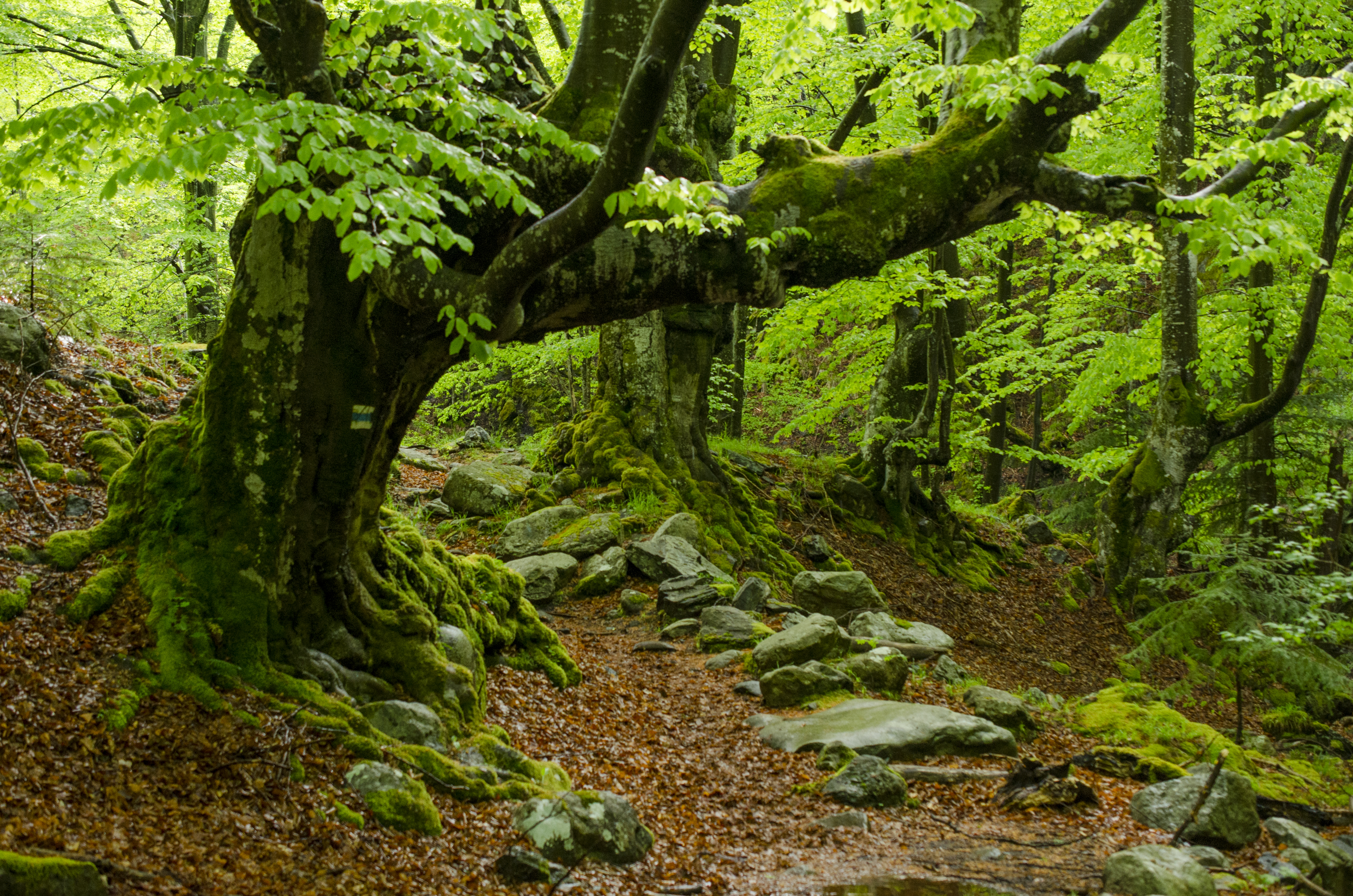
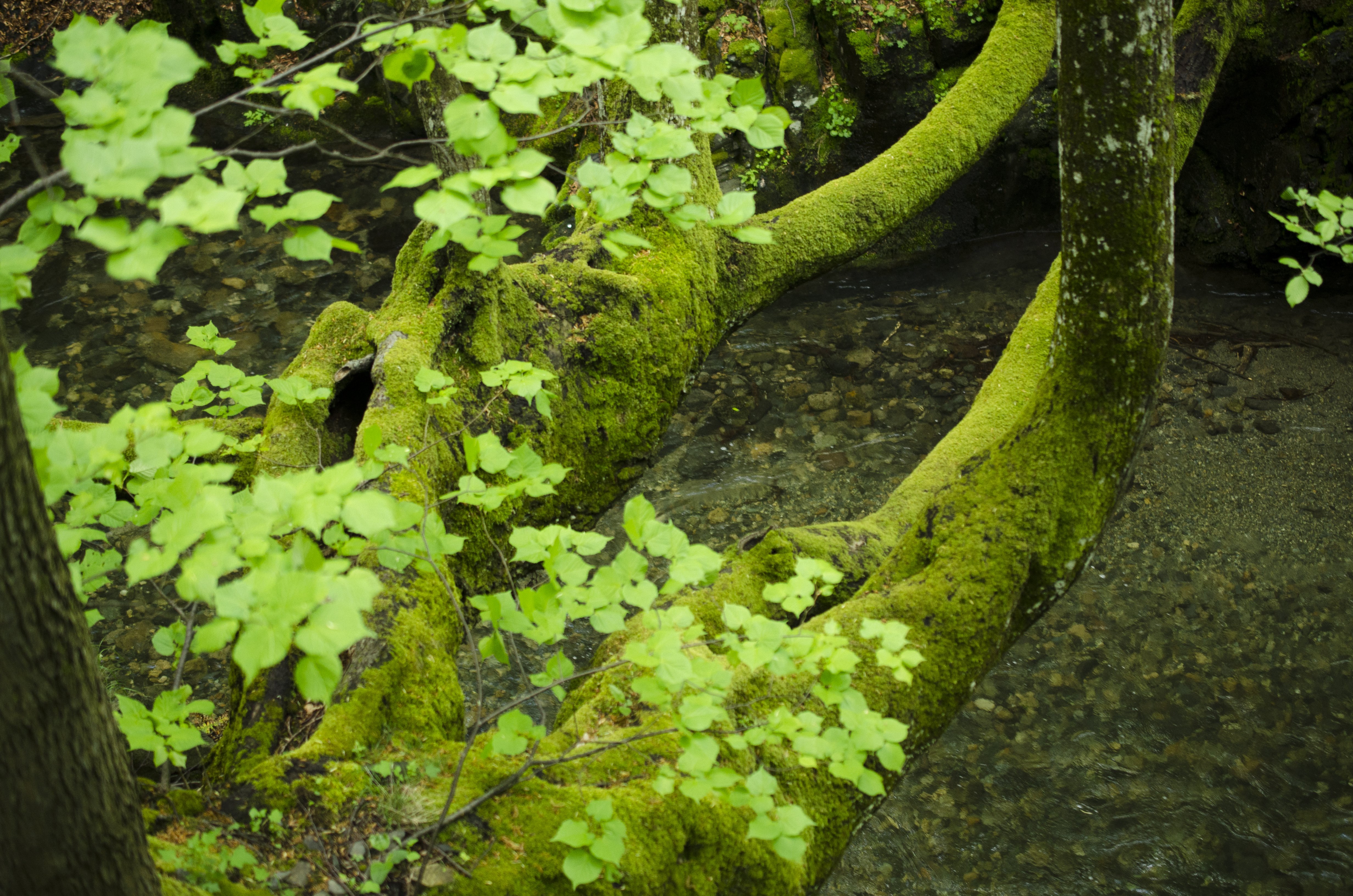
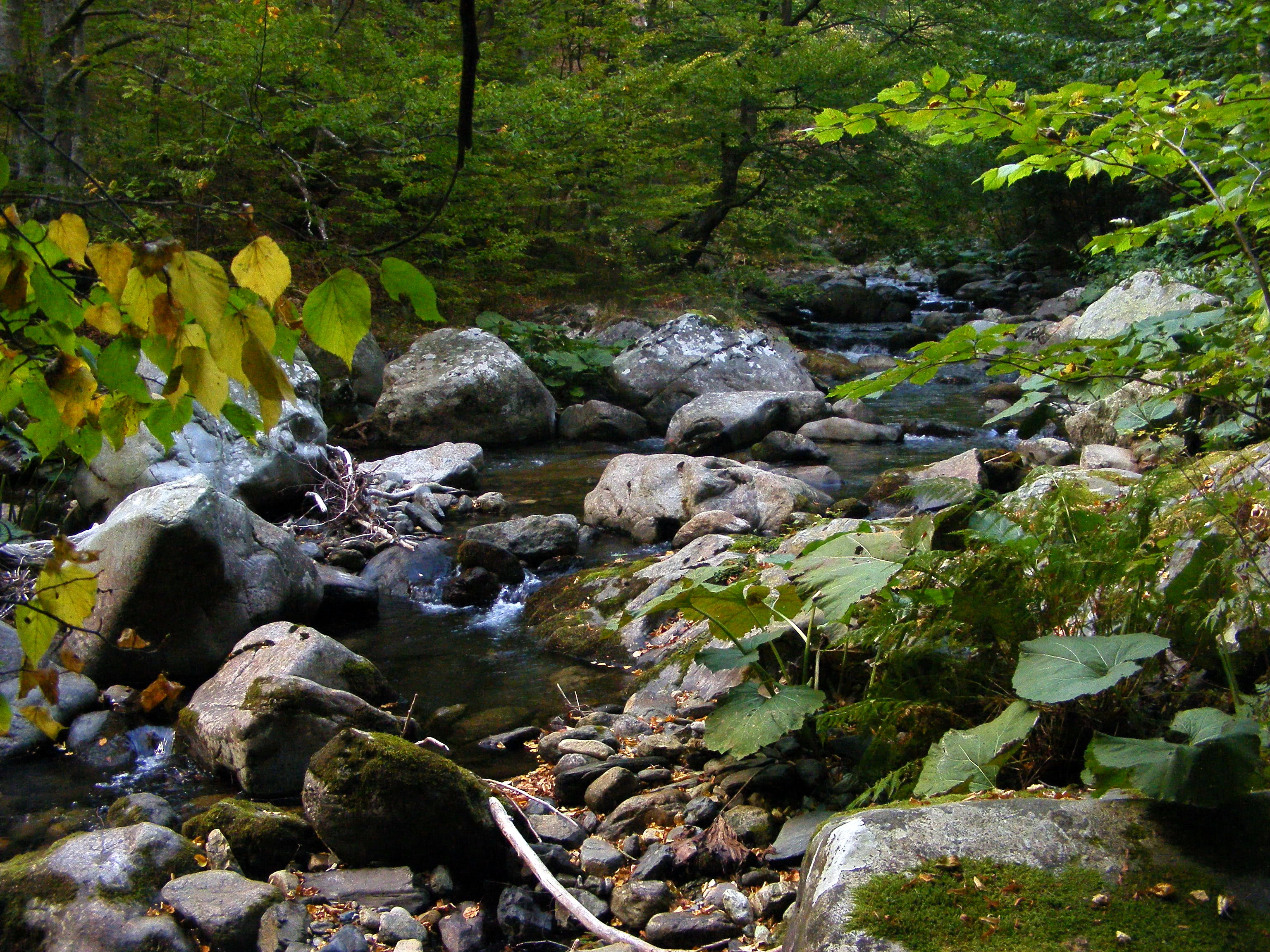
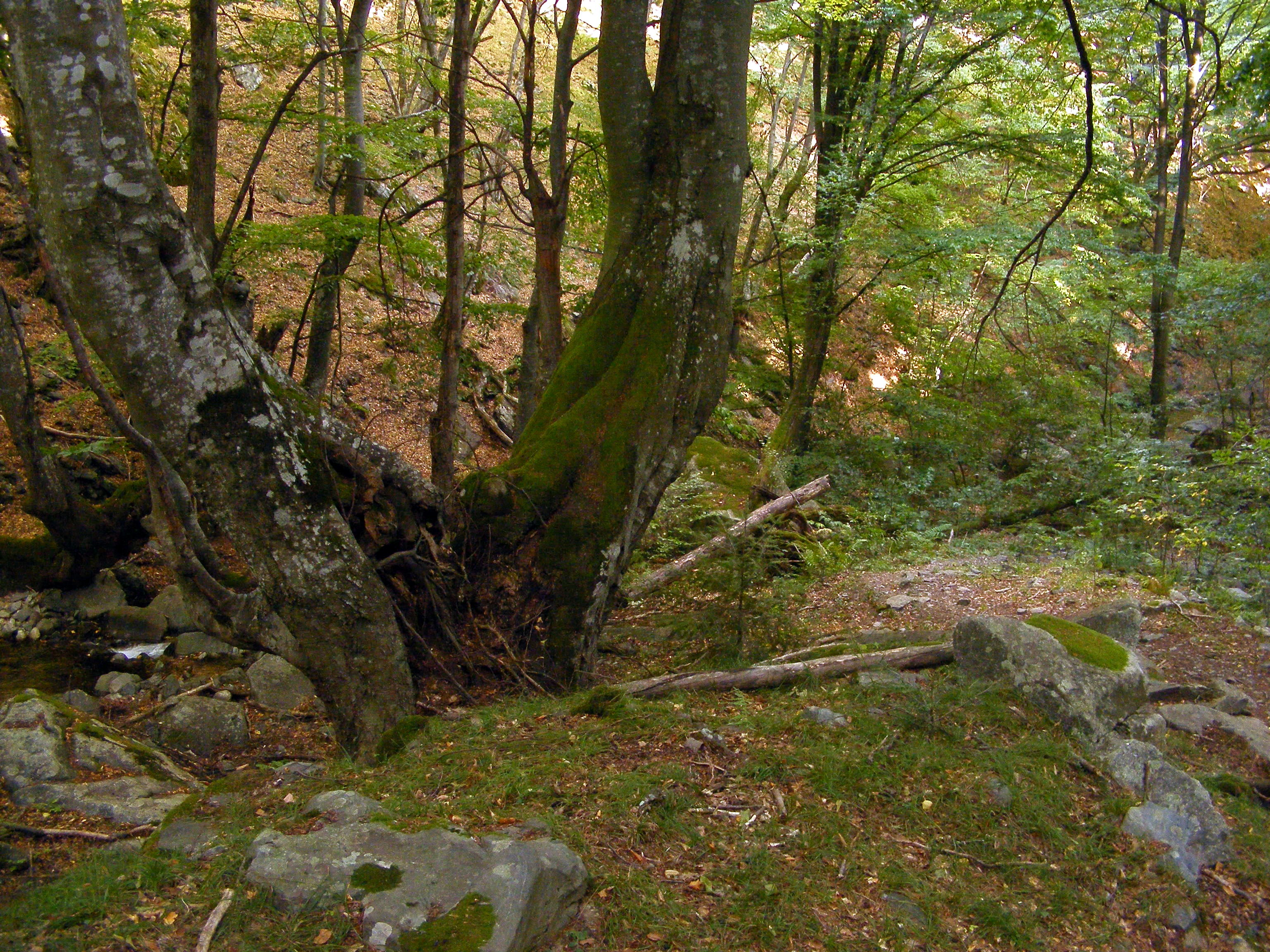
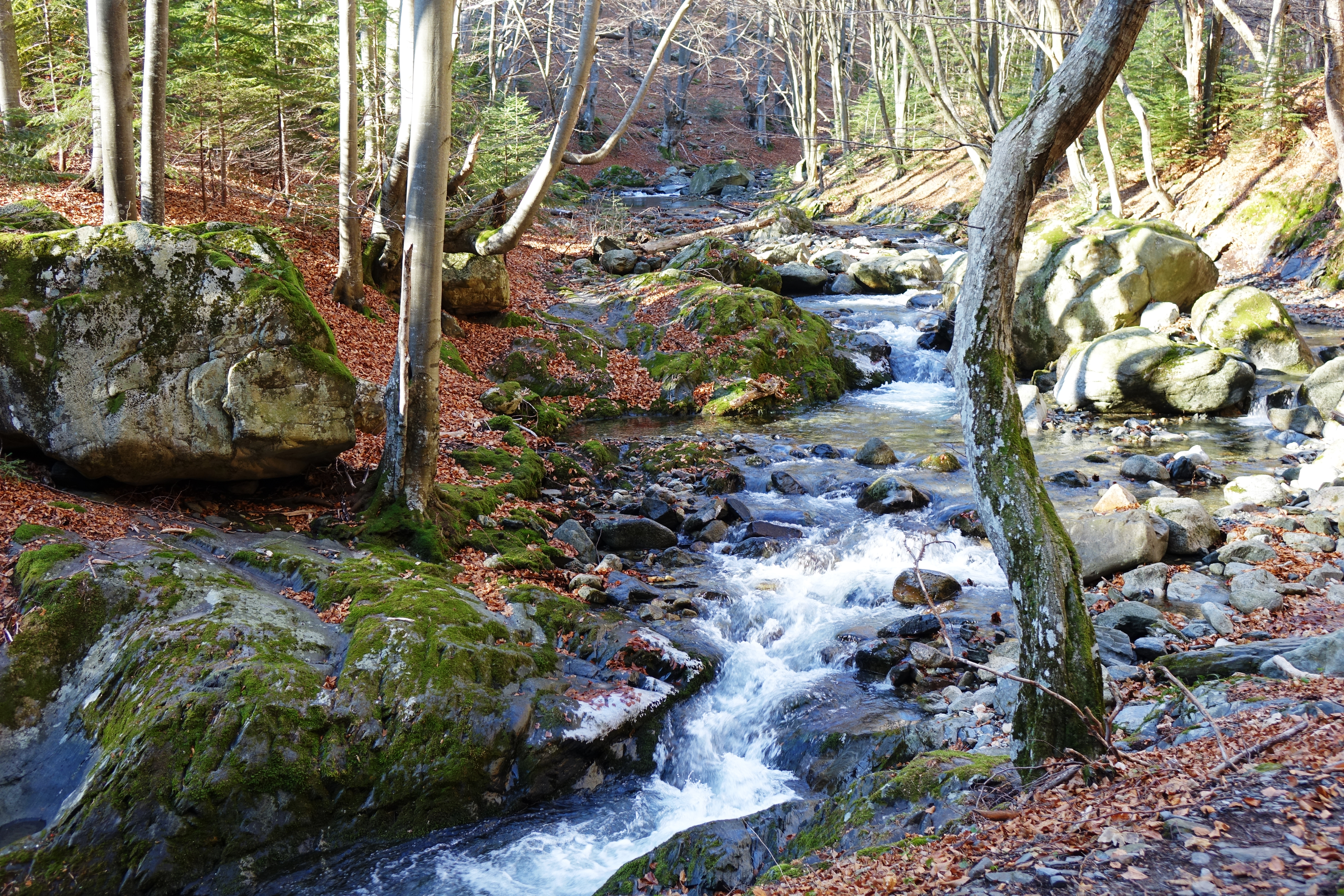